# Epidendrum annabellae
Epidendrum annabellae är en orkidéart som beskrevs av Mark Anthony Nir. Epidendrum annabellae ingår i släktet Epidendrum och familjen orkidéer. Inga underarter finns listade i Catalogue of Life.